# Veronika Kalinina
Veronika Kalinina, född 9 januari 2000 i Moskva, är en rysk orienterare som tävlar för IFK Lidingö. Kaninina vann guld i junior-VM 2019 och vann SM i nattorientering 2024.